# 黄雀鲷
黄雀鲷（学名：Pomacentrus moluccensis）为輻鰭魚綱鱸形目雀鲷科雀鲷属的鱼类，俗名乌鲁古雀鲷、摩鹿加雀鲷、黃魔、厚殼仔。分布于印度西太平洋區，從安達曼海至斐濟、北至日本琉球群岛以及南海诸岛、台湾、南至豪勳爵島等海域等，一般栖息于礁池、珊瑚礁及水深0以及3-10米之港口，成小群活動，以藻類及浮游生物為食。该物种的模式产地在安汶岛。本魚體呈卵圓形且側扁，吻部短鈍，體被櫛鱗，體色為黃色，胸鰭基部有一個橘色的小斑點，背鰭硬棘13枚、 背鰭軟條14-15枚、臀鰭硬棘2枚、臀鰭軟條14-15枚，體長可達9公分。

## 水族飼養
除非环境挤迫，否则很少会持续进击温顺的鱼类。而面对比较具侵略性的鱼类时，它就会显得比较战战竞竞，如果缸里只有它自己一条黃魔的时候，对方如果稍为游上前，它通常都会立刻掉头游走。

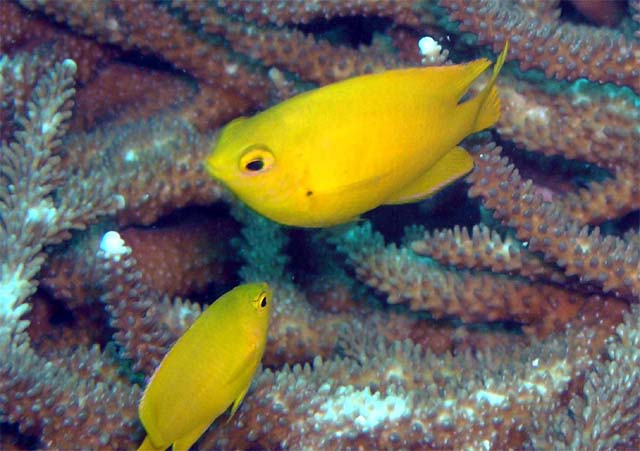